# Hoppensen
Hoppensen ist ein in die Stadt Dassel eingemeindetes Dorf.

## Geographie
Hoppensen liegt in einer Ebene nordöstlich des Ellenser Waldes und nordwestlich des Höhenzuges Ahlsburg.

## Geschichte

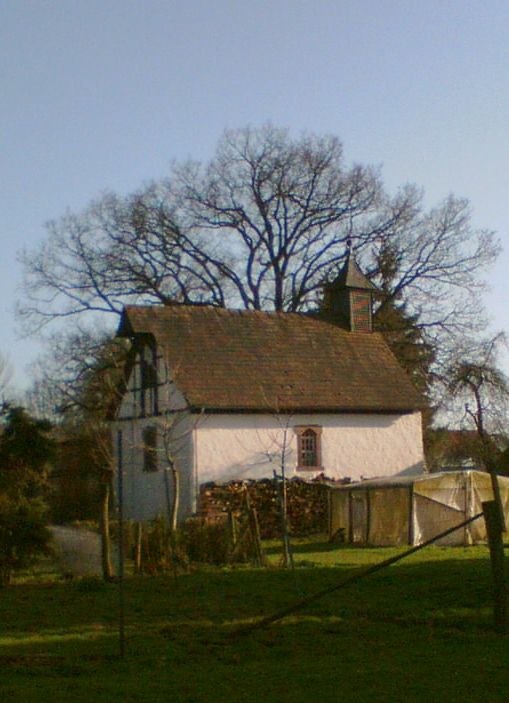
Kirche des Rittergutes

Im Jahre 1359 kaufte Hermann von Dassel einen Hof namens Hoppelhusen nördlich von Lauenberg aus dem Besitz derer von Uslar, was der Rat der Stadt Einbeck bestätigte. Für die umgebenden Ländereien erwarben die Herren von Dassel Lehensrechte von den Häusern Oldershausen und Plesse. Den Hof verpachteten sie später zeitweise und verwalteten ihn dann von Lüneburg aus. Von dort zog Georg III. von Dassel Ende des 16. Jahrhunderts auf den Hof und baute den Besitz zum Gutshof aus. In weiteren Höfen setzte er Anfang des 17. Jahrhunderts Kötner und Meier ein. Bald entstand daraus das kleine Dorf Hoppensen. Inzwischen war der Dreißigjährige Krieg ausgebrochen und kam auch mehrfach in diese Gegend. Die Herren von Dassel versuchten, den Ort durch Kauf von Schutzrechten vor der Zerstörung zu bewahren. Eine kaiserliche Einheit unter Pappenheim wie auch eine schwedische gingen darauf ein und verschonten den Ort. Dennoch wurde Hoppensen gegen Kriegsende von durchziehenden Truppen schwer beschädigt und musste neu aufgebaut werden. 1691 weihte man eine neue kleine Gutskirche, für die die Herren von Dassel das Kirchenpatronat übernahmen. Nach dem Erlöschen der Linie Wellersen wurde das Grabdenkmal für Johann August Nahl neben der Kirche aufgestellt.
Hoppensen wurde am 1. März 1974 in die Stadt Dassel eingegliedert.

## Politik

### Ortsrat
Hoppensen bildet mit Wellersen einen gemeinsamen neunköpfigen Ortsrat, der seit der Kommunalwahl 2021 ausschließlich von Mitgliedern der „Wählergemeinschaft Hoppensen/Wellersen“ besetzt ist. Die Wahlbeteiligung lag bei 81,49 Prozent.

### Ortsbürgermeister
Ortsbürgermeister ist Helmut Dörger, stellvertretender Ortsbürgermeister ist Ludolf von Dassel. Die aktuelle Wahlperiode läuft vom 1. November 2011 bis 31. Oktober 2016.

## Religionen
Die Evangelisch-lutherische Kirchengemeinde Hoppensen wurde am 1. Juni 2012 mit der St.-Laurentius-Kirchengemeinde in Dassel, der St.-Trinitatis-Kirchengemeinde in Sievershausen und der Martins-Kirchengemeinde in Marktoldendorf zur neuen Evangelisch-lutherischen Emmaus-Kirchengemeinde Dassel-Solling vereinigt.

## Wirtschaft und Infrastruktur

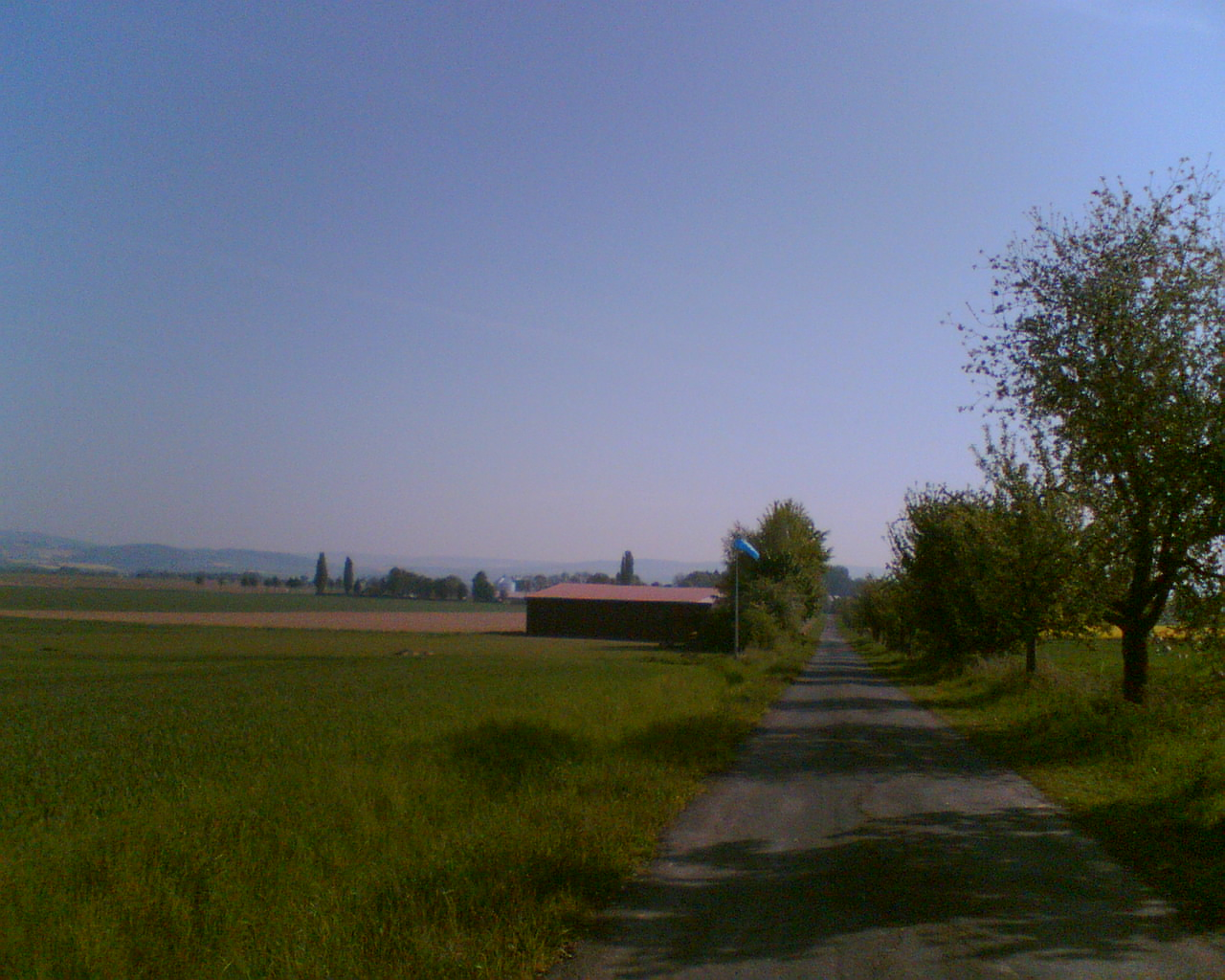
Ultraleichtfluggelände Hoppensen

Durch Hoppensen führt die L 547. Am Ortsrand befindet sich das Ultraleichtfluggelände Hoppensen.
Der historische Gutshof ist inzwischen mit einem modernen Erntegutlager ausgestattet. Daneben befindet sich eine Reitanlage.